# Van Montfoort

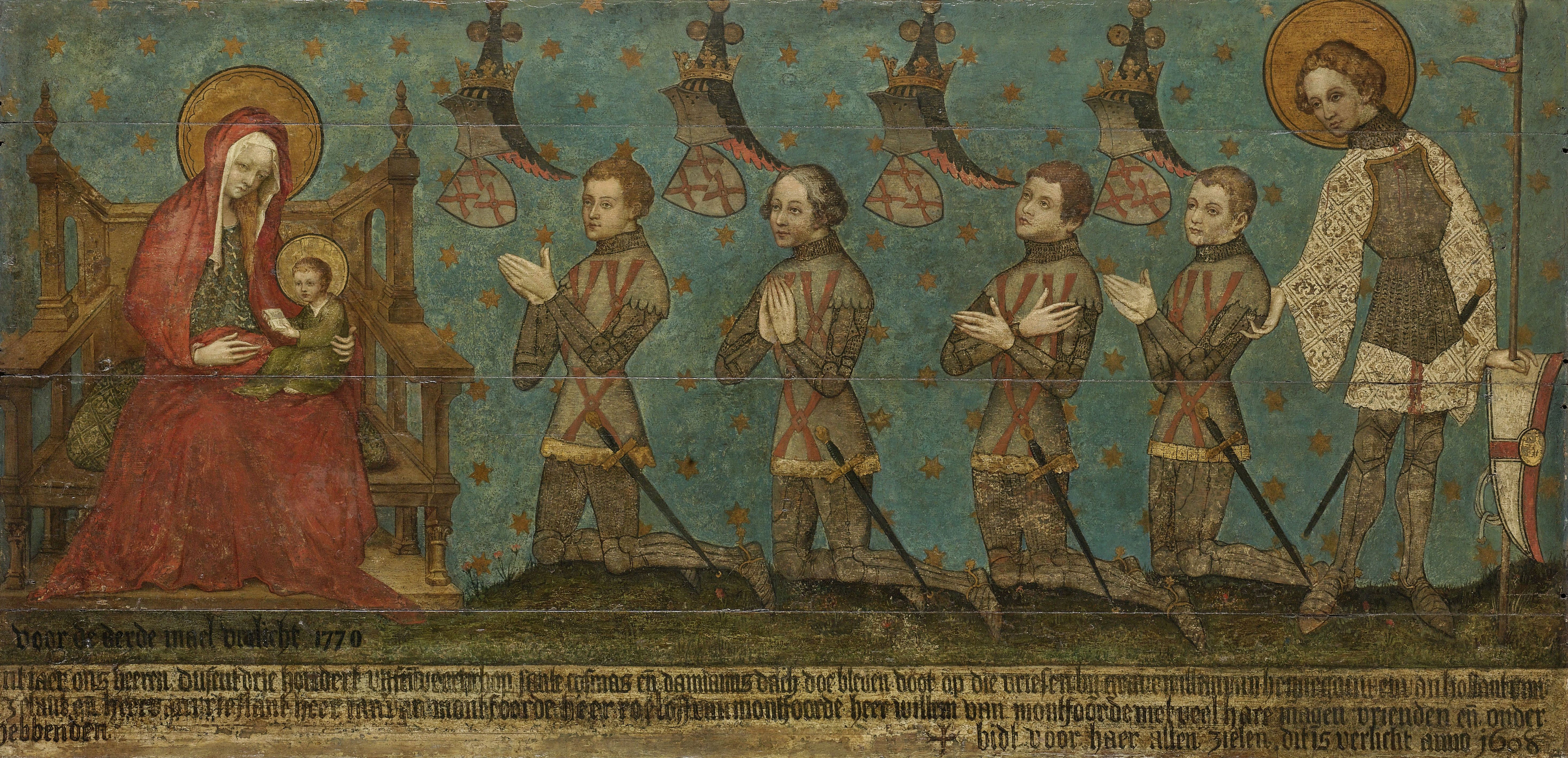
Gedächtnistafel der Burggrafen von Montfoort

Van Montfoort (auch Burgraven und Heeren van Montfoort) ist der Familien- und Sammelname eines niederländischen Adelsgeschlechts das die Burggrafschaft Montfoort regierte und im Besitz der Hohen Herrlichkeiten Polsbroek, Purmerend und Purmerland, Snelrewaard, Lange Linschoten, Hekendorp, IJsselvere sowie im Beitz der weiteren Herrlich- und Ambachtsherrlichkeiten Abbenbroek, Blokland, De Eng, Heeswijk, Kattenbroek, Linschoten, Linschoter Haar, Rateles, Reyerscop, Velgersdijk, Vlooswijk, Waarder, Willeskoop und Wulverhorst stand.

## Chronik
Als zwischen den Jahren 1156 und 1178 die utrechtsche Stadt Montfoort zum Schutz gegen die Expansionen der Grafen von Holland errichtet wurde, ernannte der damalige Utrechter Bischof Gottfried von Rhenen einen seiner Ministerialen zum Kastellan von Montfoort. Nachdem diese Montfoort vier Generationen lang verwalteten kam die Herrschaft mittels der Tochter des letzten Kastellans an das flandrische Geschlecht der De Rover (van Rode). Die Schlossherren aus diesem Geschlecht, welche unter dem Namen Van Montfoort firmierten, waren Burggrafen, die in der Gegend eine erhebliche Macht ausübten. Die Siedlung um das Schloss erhielt 1329 das Stadtrecht. Regelmäßig gab es Konflikte mit dem Landesherrn, dem Utrechter Bischof. Das führte unter anderem im Jahr 1387 zu einer Belagerung und Einnahme Montfoorts durch Truppen des Bischofs. Mitte des 15. Jahrhunderts standen die Montfoorts im Haken-und-Kabeljau-Krieg auf Seiten der Haken und unterstützten die holländische Gräfin Jakobäa. Im Jahre 1481 verloren die Montfoort die Hohen Herrlichkeiten Purmerend-Purmerland und Polsbroek sowie diverse andere niedrige und mittlere Herrlichkeiten an die Herren von Bergen aus dem Haus Glymes. Nachdem diesem Geschlecht zehn regierende Burggrafen entsprangen kam Montfoort im Jahre 1545 durch Erbgang an das Haus Merode. Im Jahre 1675 ist das Geschlecht De Merode-Van Montfoort mit dem Tod Maximilian de Merodes, welcher in der von französischen Truppen erstürmten Burg Montfoort umkam, ausgestorben. Nach diesem Ereignis ist Montfoort an Utrecht gekommen.

## Herrscher von Montfoort
Kastellans:
- ??? van Montfoort (1165)
- ??? van Montfoort
- Willem van Montfoort († ca. 1260)

De Rover:
- Hendrik I. van Montfoort (Hendrik de Rover) (im Jahre 1260 als Burggraf angestellt; † 1299)
- Sweder I. van Montfoort († 1329/1331)
- Hendrik II. van Montfoort († 1333)
- Jan I. van Montfoort († 1345)
- Zweder II. van Montfoort († 1375)
- Hendrik III. van Montfoort (ca. 1350–1402)
- Johan II. van Montfoort (1382–1448)
- Hendrik IV. van Montfoort (1414–1459)
- Johan III. van Montfoort (1448–1522)
- Hendrik V. van Montfoort (1515–1545)

De Merode-Van Montfoort:
- Philipotte van Montfoort (1535–1592)
- Johan de Merode van Montfoort (1530–1592)
- Anna de Merode (1570–1625)
- Philips de Merode 1568–1627
- Floris de Merode (1598–1638)
- Maximiliaan de Merode (1611–1675)